# Pierre-Nicolas Lapointe
Pour les articles homonymes, voir Lapointe.
Pierre-Nicolas Lapointe est un auteur français occasionnel de jeux de société.
Pierre-Nicolas Lapointe anime JesWeb avec d'autres contributeurs, un site internet réputé et consacré essentiellement aux jeux de société. Il est également le concepteur de très beaux mini-sites consacrés à quelques-uns de ses jeux préférés.
Pierre-Nicolas Lapointe s'est intéressé aux ambigrammes, ces écritures de mots se lisant dans les deux sens, popularisés par le roman de Dan Brown intitulé Anges et Démons. Il a notamment créé un ambigramme de Bonne année 2006.

## Ludographie

### Seul auteur
- Mister Smiley, 2003, Jeux sur un plateau (encart à découper)
- Finis ton assiette !, 2005, Cocktailgames
- Gazobu, 2007, Asmodée (collection Kangourou)

### AvecHélène Lapointe
- Petits monstres ou Kleine Monster, 2003, Haba

### AvecDominique Ehrhard
- Dino Booom ou Ooga, 2003, Goldsieber / Simply Fun USA
- Au voleur !, 2005, Ravensburger